# Mordellistena vera
Mordellistena vera là một loài bọ cánh cứng trong họ Mordellidae. Loài này được Liljeblad miêu tả khoa học năm 1917.